# Abbasso la pappa
Abbasso la pappa (Mush and Milk) è un cortometraggio comico del 1933 diretto da Robert F. McGowan con le Simpatiche canaglie.

## Trama
Le simpatiche canaglie capitanate da Spanky e Sammy alloggiano in una pensione governata da una donna vecchia e cattiva che la fa da padrona ad un umile maestro, soprannominato Cap, molto amico dei bambini.
La megera li costringe a mangiare sempre farinata come pranzo ed i bambini non ne possono più. Un giorno i ragazzi, durante la loro abituale lezione di geografia, ricevono una telefonata dal signor Finlayson il quale dichiara al maestro di aver ereditato una grossa somma di denaro; così l'uomo si compra una lussuosa villa e ci porta i ragazzi adottandoli.

## Curiosità
- Dopo questo cortometraggio Robert Hutchins lasciò la serie. Interpretava Wheezer ed era l'ultimo rimanente dei protagonisti dell'ultimo periodo muto.
- Anche Dorothy DeBorba lasciò la serie dopo questo cortometraggio. Interpretava Dorothy.